# 恋 (石川ひとみの曲)
「恋」（こい）は、1983年9月21日に発売された石川ひとみの18枚目のシングル。発売元はキャニオン・レコード。

## 概要
表題曲は、本格的な歌謡曲作品を目指して、作詞は前作「にわか雨」に引き続き岡田冨美子が担当、作曲は安全地帯の玉置浩二が起用されて制作された。
同年8月に発売された石川のオリジナル・アルバム「プライベート」に収録予定であったが、楽曲制作が間に合わず見送られている。同年9月から10月に開催された石川のコンサート「Private」では、本楽曲の歌唱が行われた。
1986年に発売された小柳ルミ子のシングル「乱」は、本楽曲に岡田が「FUMIKO」名義で異なる歌詞をつけた楽曲である。
B面曲の「何も言わないで」は、「いつわり」に続いて石川自身が作詞した楽曲である。

## 収録曲
1. 恋（4分4秒）
作詞：岡田冨美子／作曲：玉置浩二／編曲：萩田光雄
2. 何も言わないで（3分53秒）
作詞：石川ひとみ／作曲：田中真美／編曲：鷺巣詩郎